# جولدز جيم

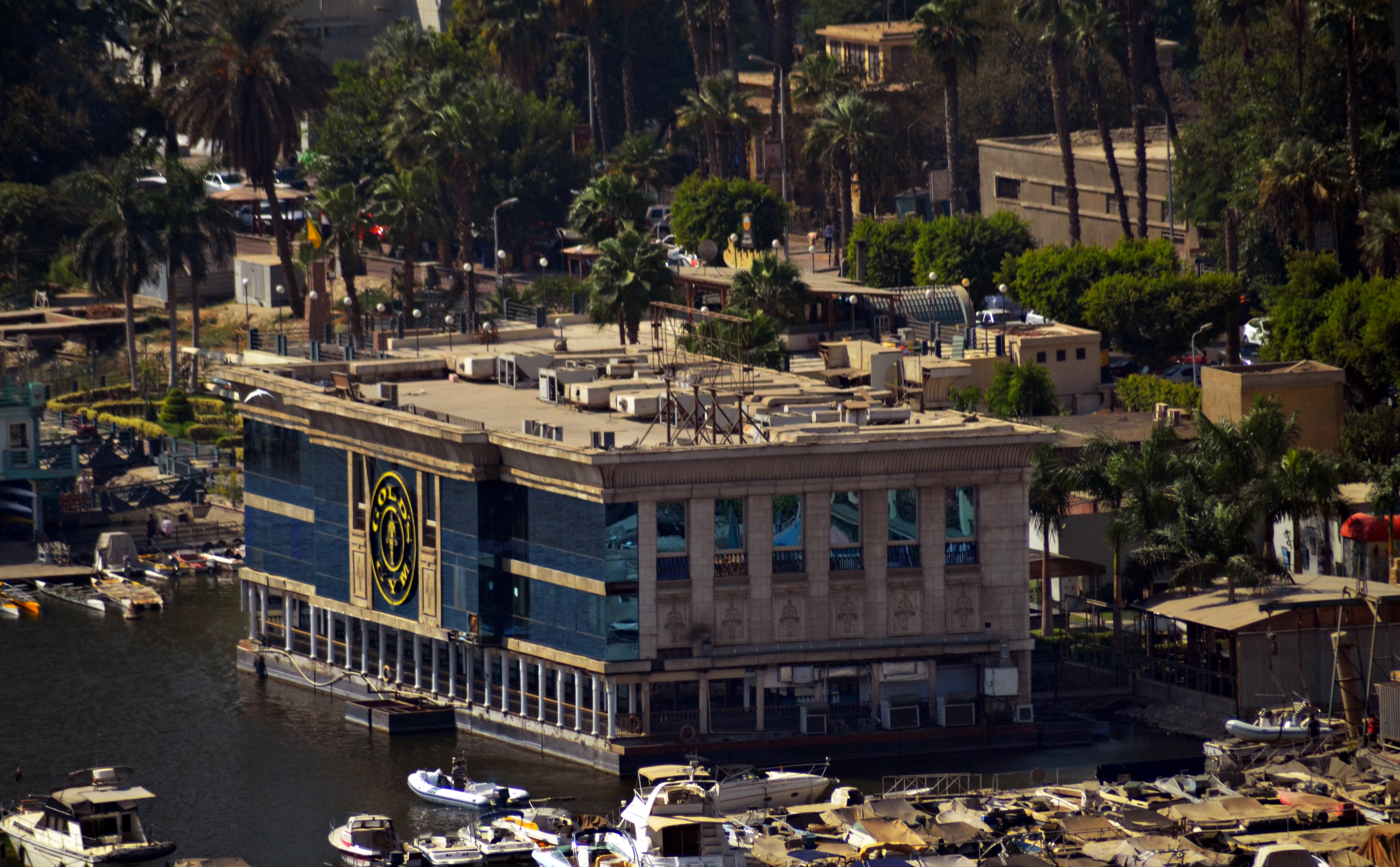
جولدز جيم بمدينة الجيزة، مصر.

جولدز جيم (Gold's Gym ) هي أكبر سلسلة نوادي أو مراكز اللياقة البدنية عالميا تم انشائها أول صالة رياضية عام 1965م في فينيسيا بيتش، كاليفورنيا . وهي تضم مجموعة من المعدات والادوات الرياضية والمدربين الشخصيين لمساعدة العملاء، يقع مقره الرئيسي في ايرفينغ، تكساس .